# Центральний (бахш, шагрестан Тафреш)
Центральний (перс. مركزئ) — бахш в Ірані, в шагрестані Тафреш остану Марказі. За даними перепису 2006 року, його населення становило 23938 осіб, які проживали у складі 7647 сімей.

## Дегестани
До складу бахша входять такі дегестани:
- Базарджан
- Куг-Панаг
- Рудбар
- Харразан